# Xingtianosaurus
Xingtianosaurus („ještěr božstva Sin-tchien“) byl rod malého teropodního dinosaura ze skupiny ptákům podobných oviraptorosaurů a konkrétněji z čeledi Caudipteridae. Žil v období spodní křídy (asi před 125 miliony let) na území dnešní severovýchodní Číny (provincie Liao-ning).

## Popis
Jeho fosilie byly objeveny v sedimentech geologického souvrství Yixian a byl tak součástí tzv. Jeholské bioty. Jednalo se o vývojově poměrně primitivního zástupce své čeledi. Formálně byl popsán týmem čínských paleontologů v dubnu roku 2019.
Jednalo se o velmi malého teropoda, jehož délka dosahovala asi 80 centimetrů a hmotnost přibližně 7 kilogramů.